# 大田鯉村
大田 鯉村（おおた りそん）は、江戸時代中期から後期の武士、御家人。諱は俶、通称は定吉。大田南畝の嫡男。

## 経歴
江戸幕府御家人にして文学者・狂歌師・戯作者として知られる大田南畝と、富原氏里与の間に安永9年（1780年）に生まれる。父の影響を受けて朱子学・古文辞学を修める。寛政9年（1797年）勘定所で筆算吟味を受け、最年少で及第。妻の冬は御家人・市川弁左衛門の娘で、二男二女があった。後に次男の鉄次郎を同家の養子としている。
筆算吟味及第より15年経った文化9年（1812年）ようやく支配勘定見習として出仕するも、数年を経ずして病を得て辞職せざるを得なくなる。南畝は自著の中でその病状を記さないが、曲亭馬琴はその著書の中で「乱心して遂に廃人になりたり」としている。南畝が文政6年（1823年）に死去。鯉村が既に致仕していたため、大田家の家督は鯉村の嫡男・鎌太郎（畯）が継ぐことになった。年次は不明だが、鎌太郎は表火之番として出仕している。鯉村は天保8年（1837年）58歳で死去。
文人としては詩作や狂歌を好んだという。父の南畝は狂歌に熱中したために出仕に差し障りがあったことから、鯉村に狂歌ではなく和歌をするようにと訓戒している。